# Yoko (Cameroun)
La commune de Yoko est située au Cameroun dans le département du Mbam-et-Kim dans la région du Centre. Elle a été créée par arrêté no 237 du 7 juin 1955. Sa superficie est d’environ 15 000 km2.

## Communes limitrophes
Elle est limitrophe :
- au nord, des communes de Bankim, Banyo, Tibati et Ngaoundal dans la région de l'Adamaoua ;
- à l’est, des communes de Bétaré-Oya, Bélabo dans la région de l’Est, Nsem et de Nanga-Eboko dans la région du Centre ;
- au sud des communes de Ntui et Mbandjock dans la région du Centre ;
- à l’ouest des communes de Ngambè-Tikar et de Ngoro dans la région du Centre.

La ville de Yoko est le chef-lieu de l’arrondissement et de la commune du même nom. Elle est distante de Ntui, le chef lieu du département d’environ 192 km et de Yaoundé la capitale régionale et nationale d'environ 270 km.

## Population
Lors du recensement de 2005, la commune comptait 12 332 habitants, dont 3 093 pour la ville de Yoko.

## Organisation
Outre Yoko et ses quartiers, la commune comprend les villages suivants :
- Dong
- Donga
- Doumé
- Fouy
- Gueré
- Guervoum
- Issandja
- Koundé
- Lena
- Linté
- Makouri
- Mangaï
- Mankim
- Matsari
- Mba'am
- Mbamdi
- Mbatoua
- Mbimbeing
- Mbimbing
- Megang
- Megoen
- Mekoassim
- Mendjavouni
- Minfoumbe
- Ndem
- Ndjole
- Ngouetou
- Ngoyang
- Nyem
- Sengbe

## Urbanisme et services publics

### Santé
Yoko dispose d'un hôpital de district, d'un Centre Médical d'Arrondissement à Ndjole et de quelques centres de santé à Mankim.

### Electricité
La localité dispose d'une centrale électrique isolée exploitée par Enéo d'une capacité installée de 300 kW.

## Personnalités liées à Yoko
- René Sadi (1948-), un homme politique et homme d'État camerounais